# Межаков, Игорь Алексеевич
Игорь Алексеевич Межаков (род. 2 января 1947, Тарту, Эстонская ССР, СССР) — советский и российский деятель органов государственной безопасности и таможенной службы. Заместитель директора Федеральной службы безопасности Российской Федерации с февраля по 31 декабря 1995. Заместитель председателя Государственного таможенного комитета Российской Федерации с 31 декабря 1995 по 6 мая 2004. Генерал-полковник таможенной службы (2002/2003). Заслуженный юрист Российской Федерации.

## Биография
Родился 2 января 1947 в городе Тарту Эстонской ССР.
В 1971 окончил Казахский политехнический институт имени В. И. Ленина по специальности «электроснабжение промышленных предприятий и городов».
С 1972 по 1986 — служил в 5-м управлении КГБ Казахской ССР (борьба с идеологической диверсией), дослужился до заместителя начальника управления.
С 1988 по 1990 — председатель КГБ Чечено-Ингушской АССР.
С ноября 1990 по 1991 — начальник Инспекторского управления КГБ СССР.
Осенью 1991 входил в комиссию по расследованию деятельности КГБ во время Августовского путча ГКЧП.
С 1992 по 3 ноября 1993 — первый заместитель начальника Оперативно-поискового управления, с 3 ноября 1993 по 6 января 1994 — начальник Управления кадров Министерства безопасности Российской Федерации.
С 6 января 1994 по февраль 1995 заместитель директора Федеральной службы контрразведки Российской Федерации — начальник Управления кадров.
С февраля по 31 декабря 1995 заместитель директора Федеральной службы безопасности Российской Федерации — начальник Управления кадров.
С 31 декабря 1995 по 6 мая 2004 — заместитель председателя Государственного таможенного комитета Российской Федерации. Член Центральной аттестационной комиссии ГТК России.
Указом Президента Российской Федерации в 2002/2003 году присвоено специальное звание генерал-полковник таможенной службы.
После отставки занялся предпринимательской деятельностью. С июля 2005 по ? вице-президент НИП «Информзащита» — российского холдинга в области информационной безопасности автоматизированных систем управления.

## Семья
Женат, свояк (муж сестры жены) Олега Сосковца — бывшего министра металлургии СССР и первого заместителя председателя правительства Российской Федерации.

## Награды
Государственные
- Заслуженный юрист Российской Федерации
- Орден Красного Знамени
- Орден «За военные заслуги»

Ведомственные
- Медаль «За безупречную службу» I, II и III степеней
- Медаль «За боевое содружество» (ФСБ России)
- Медаль «За доблесть» (ГТК России)